# Pee-wee's Playhouse
Pee-wee's Playhouse est une série télévisée comique américaine en 45 épisodes de 23 à 24 minutes, diffusée entre le 13 septembre 1986 et le 17 novembre 1990 sur le réseau CBS. Elle met en vedette Paul Reubens sous les traits de Pee-wee Herman.
Cette série est inédite dans tous les pays francophones.

## Fiche technique
Sauf indication contraire, les informations mentionnées dans cette section peuvent être confirmées par la base de données cinématographiques IMDb,  présente dans la section « Liens externes ».
- Titre original : Pee-wee's Playhouse
- Réalisation : Paul Reubens, John Paragon, Stephen R. Johnson, Wayne Orr, Guy J. Louthan et Bill Freiberger
- Scénario : Paul Reubens, Max Robert, John Paragon, George McGrath, Michael Varhol, Doug Cox, John Moody, Rob Bragin, Lynne Marie Stewart, David Steven Cohen, Roger S. H. Schulman, Mimi Pond et Phil Hartman
- Photographie : David Lewis, Daryl Studebaker, Peter Smokler et Joseph W. Calloway
- Musique : Mark Mothersbaugh, The Residents, Todd Rundgren, Scott Thunes, Dweezil Zappa, Mark Snow, Jay Cotton, Danny Elfman, Bruce Roberts, Jonathan Sheffer, Tom Snow, Mitch Froom, Jeffrey Baxter, Stanley Clarke, Glenn A. Jordan, Cliff Martinez et Ron Grant
- Casting : Diane Dimeo, Marcia Schulman et Ann Ross
- Montage : Les Kaye, Joe Castellano, Paul Dougherty, Doug Jines, Howard Silver, William Flicker, Patrick Clancey, Karen Tessler, Billy Fox, Richard Schwadel, Glenn Lazzaro, John Ward Nielson, Peter W. Moyer, Charles Randazzo, Bill Stewart, David Pincus et Steve Purcell
- Décors : Paul Reubens, Deborah Madalena-Lloyd, Nancy Deren, Nancy Greenstein, Ric Heitzman, Gary Panter, Jeremy Railton et Wayne White
- Costumes : Alvin et Max Robert
- Producteur : Larry Jacobson, Steve Binder et Sonny Grosso
  - Producteur de l'animation : Jonathan Levit, Prudence Fenton et Eric Herrmann
  - Producteur délégué : Paul Reubens et Richard Gilbert Abramson
  - Producteur associé : Thomas A. Bliss (en), Andrea Miller, Scott E. Chester, Bruce Golin et Frank Saprestein
  - Producteur superviseur : Steve Oakes et Peter Rosenthal
  - Producteur coordinateur : Jeffrey Schon et Andi Copley
  - Producteur exécutif : Bill Chase
- Sociétés de production : Pee-wee Pictures, Broadcast Arts Productions, Binder Entertainment, BRB Productions et Grosso-Jacobson Productions
- Société de distribution :
- Chaîne d'origine : CBS
- Pays d'origine :  États-Unis
- Langue originale : anglais
- Genre : Comédie
- Durée : 23 à 24 minutes

## Distribution

### Acteurs principaux et secondaires
- Paul Reubens : Pee-wee Herman
- Ric Heitzman : M. Window
- George McGrath : Globey
- Alison Mork : Chairry
- Wayne White : Randy
- John Paragon : Jambi
- Kevin Carlson : Conky
- Lynne Marie Stewart : Miss Yvonne
- William Marshall : le roi des cartoons
- Laurence Fishburne : Cowboy Curtis
- Sharon Epatha Merkerson : Reba
- Suzanne Kent : Mme Rene
- Johann Carlo : Dixie
- Gregory Harrison : Conky
- Gilbert Lewis : le roi des cartoons
- Vic Trevino : Ricardo
- Roland Rodriguez : Tito
- Shirley Stoler : Mme Steve
- Phil Hartman : Capitaine Carl
- Natasha Lyonne : Opal
- Shaun Weiss : Elvis
- Diane Yang Kirk : Cher

### Invités
- Alisan Porter : Li'l Punkin
- Calvert DeForest : Rusty
- Bernard Fox : Dr Jinga-Jinga
- Jimmy Smits : Frank le pompier
- Leslie Jordan : Busby
- Steve James : Derek
- Sandra Bernhard : Rhonda
- Joey Miyashima : Oki Doki
- Bill Freiberger : Elvis

## Épisodes

### Saison 1
1. Ice Cream Soup
2. Luau for Two
3. Rainy Day
4. Now You See Me, Now You Don't
5. Beauty Makeover
6. The Restaurant
7. Ants in Your Pants
8. Monster in the Playhouse
9. The Cowboy and the Cowntess
10. Stolen Apples
11. The Gang's All Here
12. Party

### Saison 2
1. Open House
2. Puppy in the Playhouse
3. Pee-wee's Store
4. Pee-wee Catches a Cold
5. Why Wasn’t I Invited?
6. Tons of Fun
7. School
8. Spring
9. Playhouse in Outer Space
10. Pajama Party

### Saison 3
1. Reba Eats and Pterri Runs
2. To Tell the Tooth

### Saison 4
1. Dr Pee-wee and the Del Rubios
2. Fire in the Playhouse
3. Love That Story
4. Sick, Did Somebody Say Sick?
5. Miss Yvonne's Visit
6. Rebarella
7. Heat Wave
8. Chairry-Tee Drive
9. Let's Play Office
10. I Remember Curtis

### Saison 5
1. Conky's Breakdown
2. Mystery
3. Front Page Pee-wee
4. Tango Time
5. Playhouse Day
6. Accidental Playhouse
7. Fun, Fun, Fun
8. Camping Out
9. Something to Do
10. Playhouse for Sale